# ナイマンタイ
ナイマンタイ（モンゴル語: Naimantai,? - 1348年）は、14世紀前半に大元ウルスに仕えたジャライル部国王ムカリ家出身の領侯（ノヤン）。
『元史』などの漢文史料では乃蛮台(nǎimántái)と表記される。

## 一族
ナイマンタイは建国の功臣ムカリの孫アルキシュの孫として生まれた。アルキシュはムカリの地位を継承したボオルの息子であったが、モンケやクビライに仕えた兄のタシュ、スグンチャク、バアトルに比べると影の薄い存在だった。クビライ以後の大元ウルスにおいてもスグンチャク家、バアトル家に比べてアルキシュ家についての記録はほとんどなく、アルキシュの息子クスクルの事蹟についても知られていない。
しかし、元代中期以後の内乱によってバアトル家のバイジュが暗殺される（南坡の変）などすると、相対的にアルキシュ家は存在感を増し、ナイマンタイの父クスクルはムカリ家当主の地位（国王位）を継承するに至った。クスクルの地位はナイマンタイの兄ドロタイに引き継がれ、ドロタイは天暦の内乱において上都派の主力として活躍した。天暦の内乱においてドロタイは敗北し処刑されてしまったが、内乱の勝者エル・テムルやバヤンと結んで地位を高めたのがドロタイの弟ナイマンタイであった。

## 概要

### 前半生
ナイマンタイは果断かつ射撃に長けたことで知られており、14世紀初頭には大元ウルスにとって最大の仇敵であるカイドゥ・ウルスとの最前線に派遣された。大徳5年（1301年）、カイドゥとドゥア率いる大軍勢はアルタイ山を越えて進単し、大元ウルス側ではカイシャン率いる軍団がこれを迎え撃った（テケリクの戦い）。この激戦において武功を挙げたナイマンタイは貂裘・白金を与えられ、宣徽院使の地位を授けられた。大徳7年（1303年）にはモンゴル高原を治める嶺北行省の右丞に任じられた。このころ、軍の兵種30万石を横流しする者が現れ、10万石が失われるという事件が起こったが、ナイマンタイの要請によって追加の微発はされなかったので、民は深くこれに感謝したという。
至治2年（1322年）には甘粛行省の平章に任じられた。甘粛方面では蘭州から甘粛、甘粛からエジナへという経路で糧食が運ばれていたが、ナイマンタイは甘粛ではなく寧夏を経由するルートの方が無駄が少ないと指摘し、経費を大きく削減した。

### 高官時代
天暦元年（1328年）、帝位を巡って天暦の内乱が勃発すると、ナイマンタイの兄ドロタイは上都派に立ってエル・テムルら大都派と戦った。最終的に大都派が勝利を納めるとドロタイは処刑されてしまったが、ナイマンタイはカイドゥとの戦争で轡をともにした経緯からエル・テムルら大都派の首魁とは知己の間柄であり、乱後にナイマンタイの地位はむしろ向上した。ナイマンタイはこの時次期国王の座をも欲していたとみられるが、処刑された先代の直弟が後継者となるのは体裁が悪く、結局は遠縁のドルジが跡を継いだ。
当初、天暦の内乱を制して即位したのはトク・テムルであったが、その直後にチャガタイ・ウルスに亡命していたコシラがチャガタイ家の軍事力を背景に中央に乗り込み、クトクトゥ・カアンとして即位した。天暦2年（1329年）のクトクトゥ・カアンの短い在世期間、ナイマンタイはカアンの命によってチャガタイ・ウルス当主イルジギデイに派遣される使者に抜擢された。これはクトクトゥ・カアンの即位を助けたチャガタイ・ウルスへの返礼の使者であり、かつてオゴデイが兄チャガタイのため作らせた「皇兄之宝」と刻まれた宝印（タムガ）をイルジギデイに届けるよう命じられている。
中央アジアから戻ったナイマンタイは、今度は陝西行省の平章に任じられた。このころ、陝西地方では大飢饉が生じ、各地から食料が集められていた。ところが、かつて河南地方が飢饉であった時に陝西の民が食料の供出を拒んだ経緯から、河南出身の官吏が陝西への食料の供給を禁じるという問題が起こった。ナイマンタイは急ぎこの官吏を罰して食料を陝西に入れさせ、かつ貧民には鈔を供給して飢饉から救った。
至順元年（1330年）、上都留守に任ぜられ、さらに開府儀同三司・知嶺北行枢密院事に昇格とされて宣寧郡王に封ぜられた。上都留守は正二品、開府儀同三司は正一品であり、これは異例の昇進であった。また、「宣寧郡王」位も本来は最低ランクの「銀印亀紐」であるところを金印を与えられており、このような異例の厚遇は一時的とはいえ国王位を諦めた代償として与えられたものではないかと考えられている。

### 国王時代
後至元4年（1338年）、遂にムカリ家当主たる国王の称号を得た。『元史』ナイマンタイ伝には記されないが、『元史』ドルジ伝には賄賂を用いて国王位を得たと記される。次いで、辺境を安定させた功績により珠絡・半臂・海東名鷹・西域文豹などを与えられたが、これはモンゴルにおいて最も恩のある者になされる厚遇であった。
至正2年（1342年）、遼陽行省の左丞相に任命されたが、すでに60歳を越える高齢であることを理由に官界から引退した。しかし、その後も軍士が物資の窮乏に苦しんでいることを考慮して麦400石・馬200匹・羊500頭を自ら供給してもいる。至正8年（1348年）に自宅で死去し、魯王に追封された。ナイマンタイ以後、その子孫は遼陽方面に拠点を持つようになり、その一族のナガチュは明朝の成立後も遼陽方面に大勢力を持して明朝と対抗した。

## 子孫
ナイマンタイには2人の息子がいたと伝えられており、それぞれエセン・ブカ、コンクル・ブカと言った。長男のエセン・ブカはケシクテイに仕えてシュクルチを務め、監察御史・河西廉訪副使・淮西宣慰副使・中書参知政事・中書右丞などを歴任した。その後、元末明初の混乱期には遼陽地方に独自の基盤を築き、その勢力は一族のナガチュに受け継がれた。
次男のコンクル・ブカについてはほとんど記録が残っていない。

## ジャライル部アルキシュ系国王ムカリ家
- グウン・ゴア（Gü’ün U’a ＞孔温窟哇/kǒngwēn kūwa）
  - 左翼万人隊長・国王ムカリ（Muqali guy-ong ＞木華黎国王/mùhuálí guówáng,موقلىكويانك/mūqalī kūyānk）
    - 左翼万人隊長・国王ボオル（Bo’ol ＞孛魯bólŭ,بوغول/būghūl）
      - アルキシュ（Arkiš ＞阿礼吉失/ālǐjíshī）
        - クスクル（Qusuqur ＞忽速忽爾/hūsùhūěr）
        - 国王ドロタイ（Dorotai ＞朶羅台/duǒluótái）
        - 国王ナイマンタイ（Naimantai ＞乃蛮台/nǎimántái）
          - 中書右丞エセン・ブカ（Esen buqa ＞野仙溥化/yěxiān pǔhuà）
            - 国王ナガチュ（Naγaču ＞納哈出/nàhāchū）

          - コンクル・ブカ（Qongqur buqa ＞晃忽而不花/huànghūér bùhuā）